# Jocelin of Wells

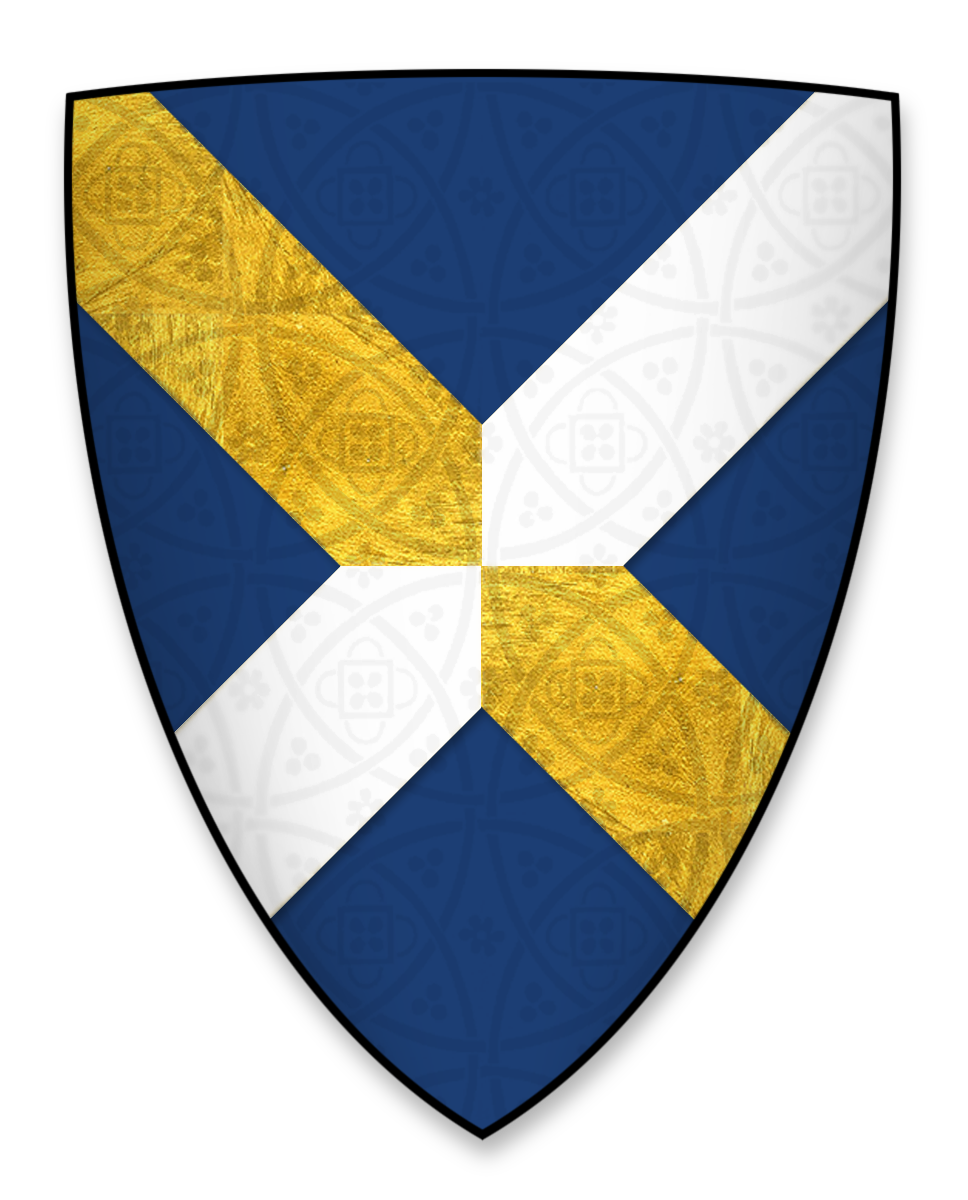
Wappen von Jocelin of Wells

Jocelin of Wells (* im 12. Jahrhundert in Wells; † 19. November 1242 ebenda) war ein englischer Geistlicher. Ab 1206 war er Bischof von Bath, ab 1218 Bischof von Bath und Wells. Während der Minderjährigkeit von König Heinrich III. gehörte er mehrere Jahre lang zu den führenden Mitgliedern der Regierung.

## Herkunft und Karriere als Beamter und Geistlicher
Jocelin of Wells war jüngerer ein Sohn von Edward of Wells (auch Edward Troteman oder Tortemains). Sein älterer Bruder war Hugh of Wells, der später Bischof von Lincoln wurde. Jocelin wuchs in seiner Geburtsstadt auf. Vor 1191 war er noch kein Geistlicher, als er für Bischof Reginald fitz Jocelin zwei Urkunden bezeugte. Möglicherweise hatte er auch einen unehelichen Sohn namens Nicholas of Wells. Vor dem 28. Januar 1200 wurde Jocelin dann Kanoniker an der Kathedrale von Wells. Er gehörte weiter dem Kathedralkapitel an, stand jedoch ab 1202 vor allem im Dienst von König Johann Ohneland, als er Einkünfte aus der vakanten Diözese Lincoln, die von seinem Bruder Hugh mit verwaltet wurde, an das königliche Schatzamt zahlte. 1204 war er selbst Verwalter der Diözese, dazu war er ab diesem Jahr aktiv im Dienst der Regierung tätig. Als königlicher Beamter diente er als Richter der Curia Regis, verhängte in Westminster Geldstrafen und trieb in Südwestengland Steuern ein. Vom Sommer 1204 bis Herbst 1206 gehörte er regelmäßig zum Gefolge des Königs, für den er offiziell nur einfacher Beamter war, tatsächlich aber häufig Briefe und Urkunden besiegelte und königliche Letters Patent bezeugte. Offensichtlich für geleistete Dienste erhielt Jocelin um 1204 vom Prior von Bath Abbey eine jährliche Pension in Höhe von £ 5. Wenig später wurde er auf Vorschlag des Priors von Bath Prior von Dogmersfield in Hampshire. Dazu erhielt er bis 1206 vom König zwei Pfründen in Lugwardine in Herefordshire und in Winsham in Somerset.

## Bischof von Bath und Wells

### Unterstützer von König Johann Ohneland
Am 3. Februar 1206 wurde Jocelin von den Mönchen von Bath Abbey und vom Kathedralkapitel von Wells zum neuen Bischof von Wells geweiht. Ob er dabei der Kandidat des Kathedralkapitels war, dem er immer noch angehörte, oder ob er vom König vorgeschlagen wurde, ist nicht mehr festzustellen. Am 3. Mai wurden ihm die Temporalien übergeben und er wurde von Bischof William de Ste Mère-Église von London in Vertretung für den abwesenden Erzbischof von Canterbury in Reading zum Bischof geweiht. Trotz dieses neuen Amtes gehörte Jocelin in den nächsten Jahren weiterhin häufig zum königlichen Gefolge, und ebenso wie sein Bruder Hugh blieb er im Dienst der Krone tätig. Als jedoch im März 1208 Papst Innozenz III. wegen des anhaltenden Streits mit dem König über die Wahl von Stephen Langton zum Erzbischof von Canterbury das Interdikt über England verhängen ließ, verließ Jocelin wie fast alle Bischöfe England und ging ins Exil. Dennoch unterstützte Jocelin weiterhin den König. Im März 1209 kehrte er kurzfristig nach England zurück, als er im Auftrag des Königs in London mit Erzbischof Langton verhandelte, und im Juli 1209 war er zusammen mit seinem Bruder in Dover, als es zu erneuten Gespräche mit den Gesandten des Papstes und des Erzbischofs kam. Offensichtlich bis Oktober 1209 war Jocelin an weiteren Verhandlungen beteiligt. Da diese jedoch erfolglos blieben, wurde König Johann im November 1209 vom Papst exkommuniziert. Dennoch verließ Jocelin erst England, als sein Bruder Hugh im Dezember 1209 von Erzbischof Langton im französischen Melun zum neuen Bischof von Lincoln geweiht wurde. Für seine fortwährende Unterstützung des kirchenfeindlichen Königs wurde Jocelin von zahlreichen Geistlichen und Chronisten kritisiert.
Über Jocelins Zeit im Exil ist wenig bekannt. Zusammen mit seinem Bruder Hugh hielt er sich im November 1212 in Saint-Martin-la-Garenne bei Paris auf. Erst als sich König Johann im Mai 1213 dem päpstlichen Legaten Pandulf unterwarf, kehrten Jocelin und die anderen Bischöfe nach England zurück. In der Folge unterstützte er wieder den König, der nun auch vom Papst gegen eine in England entstandene Adelsopposition unterstützt wurde. Diese zwang den König im Juni 1215 zur Anerkennung der Magna Carta, in der Jocelin als einer der königlichen Ratgeber erwähnt wird. Wahrscheinlich unterstützte er den König auch während des folgenden Kriegs der Barone, bis Johann im Oktober 1216 starb.

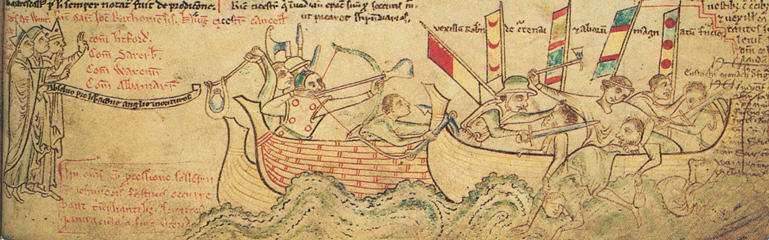
Bischof Jocelin unterstützt zusammen mit den Bischöfen von Salisbury und Winchester die englische Flotte während der Schlacht von Sandwich

### Führende politische Rolle während der Minderjährigkeit von Heinrich III.

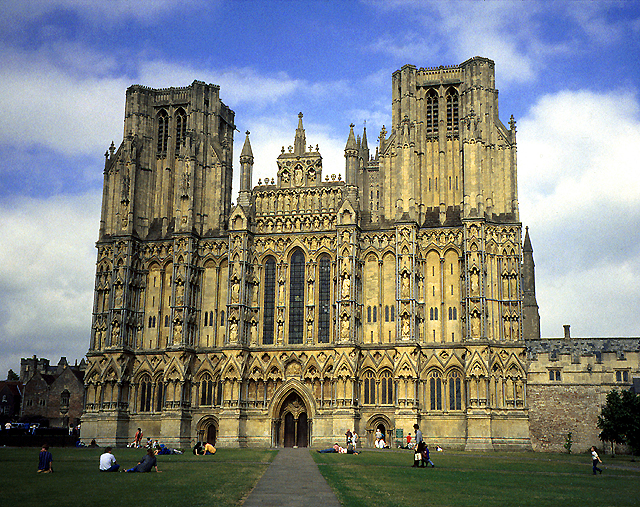
Die unter Bischof Jocelin errichtete Westfassade der Kathedrale von Wells

Nur wenige Tage später gehörte Jocelin zu den Bischöfen, die Johanns Sohn, den minderjährigen Heinrich III., in Gloucester zum neuen König krönten. Im August 1217 war er zusammen mit Bischof Richard Poore von Chichester und Peter des Roches von Winchester bei der Schlacht von Sandwich anwesend, in der eine französische Flotte, die Verstärkungen nach England bringen sollte, entscheidend geschlagen wurde. Die Bischöfe sollen den Gefallenen, die für die Freiheit Englands gekämpft hatten, die Absolution erteilt haben. Dieser Sieg führte mit zum Ende des Kriegs der Barone im September 1217. Von 1218 bis 1219 diente Jocelin dem königlichen Regentschaftsrat als reisender Richter in Südwestengland, dazu diente er als Forstrichter in Wiltshire, Somerset und Dorset. Mitte der 1220er Jahre gehörte er neben dem Justiciar Hubert de Burgh und Bischof Richard Poore zu den führenden Mitgliedern der Regierung. Im Winter 1223 bis 1224 diente er zeitweise als Verwalter von Somerset, dazu standen Sherborne und Bristol Castle unter seiner Verwaltung. Als 1224 Falkes de Bréauté gegen die Regierung rebellierte, war Jocelin führend an der Niederschlagung der Revolte beteiligt. Er nahm an der Belagerung von Bedford Castle teil, dessen Garnison nach der Eroberung der Burg gehängt wurde. Trotz seines Standes als Bischof billigte Jocelin die Hinrichtungen. Er soll dazu bemerkt haben, dass diese Hinrichtungen nicht nötig gewesen wären, wenn die Besatzung von Bytham Castle während der Revolte von William de Forz 1221 auch gehängt worden wäre. Falkes de Bréauté musste ins Exil gehen und beschwerte sich wegen des harten Vorgehens gegen ihn beim Papst, dabei erwähnte er namentlich Bischof Jocelin. Jocelins Stellung in der Regierung wurde deutlich, als er 1225 mit der Überwachung der beiden Finanzbeamten beauftragt wurden, die für die Erhebung der Steuer des Fünfzehnten zuständig waren. Nachdem König Heinrich III. 1227 für volljährig erklärt wurde, sank Jocelins Bedeutung. Bis 1233 bezeugte er gelegentlich königliche Urkunden. 1237 bezeugte er noch eine erneute Anerkennung der Magna Carta durch den König.

### Wirken als Bischof von Bath und Wells
Als Bischof von Bath setzte Jocelin 1217 den Streit über die Hoheit des Bischofs über Glastonbury Abbey fort, den schon sein Vorgänger Savaric geführt hatte. Wie sein Vorgänger war Jocelin gleichzeitig auch Abt von Glastonbury, doch 1218 verzichtete er auf dieses Amt, womit die Abtei wieder eigenständig wurde. Stattdessen nahm Jocelin den Titel Bischof von Bath und Wells an. 1234 setzte Joceline jedoch Abt Robert von Glastonbury wegen Fehlverhaltens ab. Auch in Bristol und Worcester vermittelte er bei kirchlichen Streitfällen. Als Bischof führte Jocelin den Bau der Kathedrale von Wells fort. Während seiner langen Amtszeit wurden das Langhaus und die prächtige Westfassade errichtet. Am 23. Oktober 1239 konnte Jocelin die Kathedrale weihen. Für die Kathedralämter stiftete er Ländereien und erließ Statuten für das Kathedralkapitel. Daneben begann er mit dem Bau des bischöflichen Palastes von Wells. Zusammen mit seinem Bruder Hugh gründete er das St John's Hospital in Wells. Er wurde in der Kathedrale von Wells beigesetzt.